# Ingegneria biochimica
Con il termine di ingegneria biochimica (o ingegneria biotecnologica) ci si riferisce alla sottobranca dell'ingegneria chimica e che si occupa: 
- della progettazione di bioreattori, cioè particolari reattori chimici in cui un catalizzatore o un prodotto della reazione è rappresentato da materiale biologico; nel primo caso si parla in particolare di "biocatalizzatore", mentre nel secondo caso si parla di "biomassa";
- dello scale-up del processo biotecnologico dalla scala di laboratorio a quella industriale;
- della conduzione degli impianti biotecnologici.

Essendo una la filiazione dell'altra, il tipo di problematiche davanti a cui l'operatore si trova è estremamente simile e quindi simili sono sia le teorie applicate che la strategia di problem solving che viene genericamente presa in considerazione.
Anche gli stessi sistemi biologici, il vero discriminante tra le due discipline, sono sempre più spesso presi in considerazione per la risoluzione di problemi di ingegneria chimica.
Tuttavia è importante notare che sia per motivi cinetici (v. cinetica di Michaelis-Menten) sia per motivi di facilità di sterilizzazione i bioreattori o sono di tipo discontinuo (batch) o di tipo a caldaia agitati (CSTR).
I settori di applicazione dell'ingegneria biochimica sono:
- quello storico alimentare (produzione di pane, formaggi particolari quali il Gorgonzola o lo Svizzero, yogurt, vino, birra);
- il farmaceutico (ad esempio produzione di antibiotici; vaccini con virus morti o attenuati; farmaci veicolati da virus; integratori del microbiota umano),
- biotecnologico (ad esempio produzione di alcool etilico e carburanti);
- dei biorimedi (ad esempio per quanto riguarda il trattamento delle acque). Un settore specifico, controllato da pochi soggetti e di rilevante importanza economica e politico-strategica, è quello della produzione di ceppi selezionati di catalizzatori biologici.